# Charles Ritz
Charles César Ritz (1er août 1891 – 11 juillet 1976) est un hôtelier et spécialiste de la pêche à la mouche.

## Biographie
Charles Ritz, fils de César Ritz et de Marie-Louise Beck, est né le 1er août 1891 en Basse-Alsace à Wolxheim. Il ne connaît pas beaucoup son père qui tombe malade quand il a 16 ans. Il part en 1916 pour les États-Unis d'où il revient en tant que soldat dans les troupes américaines.
Renvoyé en Amérique par sa mère après le décès de son père en 1918, il y apprend à pêcher dans les torrents de l'Ouest américain. En 1926, il se marie avec Elizabeth Pearce, modiste à New York ; il revient en France en 1928. Son expérience de pêcheur à la mouche fait alors de lui un des meilleurs spécialistes en la matière. Il invente une canne télescopique qui est toujours en usage de nos jours. Il fonde également le Fario Club, le club de pêche le plus select du monde entre les années 1950 et 1970.
Nommé président de l'hôtel Ritz en 1953, il tente d'y introduire ses idées modernistes en créant le bar Vendôme et le restaurant l'Espadon en 1956 mais il se heurte à l'immobilisme du conseil d'administration. Il se remarie en 1971 et se retire de la présidence du palace en 1976, trois mois avant de mourir, le 11 juillet.
Il est enterré au cimetière du Père-Lachaise aux côtés de sa première femme.
Sa seconde femme Martine Monique Ritz-Ramseier (1922-2011) préside un temps aux destinée de l'hôtel avant de devoir le céder.

## Ouvrages
- Pris sur le vif. Ombres, truites, saumons, Paris, Librairie des Champs-Élysées, 1953, 282 p..
- A Fly Fisher's Life : The Art and Mechanics of Fly Fishing, New York, Henry Holt and Company, 1959 (ISBN 9781567312645).